# Kowaliwka (rejon białocerkiewski)
Kowaliwka (ukr. Ковалівка) – wieś na Ukrainie, w obwodzie kijowskim, w rejonie białocerkiewskim, nad Kamjanką. W 2001 roku liczyła 1646 mieszkańców.
Miejscowość powstała w XVI wieku. Według taryfy podatku podymnego województwa kijowskiego w 1754 roku we wsi znajdowało się 50 domów. Wieś została włączona do Rosji podczas II rozbioru Polski (1793).  W styczniu 1826 roku, w czasie powstania dekabrystów, koło wsi wojska carskie stoczyły potyczkę z powstańczym pułkiem czernihowskim. W czasach radzieckich w miejscowości znajdowała się siedziba kołchozu im. Szczorsa. 

## Sport
We wsi ma siedzibę klub piłkarski Kołos Kowaliwka, którego domowym obiektem jest Stadion Kołos w Kowaliwce.